# Peter Peak
Peter Peak (in lingua bulgara: връх Петър, vrach Petar) è un picco roccioso, alto 850 m, situato nel Delchev Ridge, nei Monti Tangra, nell'Isola Livingston, delle Isole Shetland Meridionali, in Antartide. Il picco sormonta il Ghiacciaio Iskar a ovest, la Bruix Cove a nordovest, e il Sopot Ice Piedmont a nord e est.
La denominazione è stata assegnata in onore dello zar Pietro IV di Bulgaria (1185-1197) che, assieme al fratello Ivan Asen I, ristabilì l'indipendenza della Bulgaria e instaurò il Secondo Impero bulgaro.

## Localizzazione
Il picco è posizionato alle coordinate 62°38′16.3″S 59°56′20″W, 550 m a nordovest del Delchev Peak, 2,62 km a sudest del Rila Point, 1,72 km a sud-sudovest del Yavorov Peak e 1,76 km a sudovest del Rodopi Peak (mappatura bulgara del 2005 e 2009).

## Mappe
- L.L. Ivanov et al. Antarctica: Livingston Island and Greenwich Island, South Shetland Islands. Scale 1:100000 topographic map. Sofia: Antarctic Place-names Commission of Bulgaria, 2005.
- L.L. Ivanov. Antarctica: Livingston Island and Greenwich, Robert, Snow and Smith Islands. Scale 1:120000 topographic map.  Troyan: Manfred Wörner Foundation, 2009.  ISBN 978-954-92032-6-4